# 1855年の相撲
1855年の相撲（1855ねんのすもう）は、1855年の相撲関係のできごとについて述べる。

## 興行
- 2月場所（江戸相撲）[1]
  - 興行場所:本所回向院
  - 晴天10日間興行
    - 番付発表後に、回向院火事により中止。
- 6月場所（大坂相撲）[1]
  - 興行場所:北堀江
- 安政江戸地震のため、江戸冬場所は興行なし[1]。